# Завръщане в Брайдсхед (роман)
 Тази статия е за романа „Завръщане в Брайдсхед“.  За други значения вижте Завръщане в Брайдсхед.  
„Завръщане в Брайдсхед“ (Brideshead Revisited) е роман от британския автор Ивлин Уо, публикуван за първи път през 1945 г. Книгата се смята за най-значимото произведение на Ивлин Уо, като през 2005 г. е включена в класацията за стоте най-добри английски романи на списание Тайм от 1923 г. насам.
По романа са заснети едноименните британски сериал от 1981 г. с участието на Джеръми Айрънс и Лорънс Оливие и филм от 2008 г. с участието на Ема Томпсън.